# Rhadinopsylla dives
Rhadinopsylla dives är en loppart som beskrevs av Jordan 1929. Rhadinopsylla dives ingår i släktet Rhadinopsylla och familjen mullvadsloppor. Inga underarter finns listade i Catalogue of Life.